# كريستينا سيفكوفا
كريستينا سيفكوفا (ولدت في 28 شباط 1997 إلى كورميلوفكه, أومسك أوبلاست) هي عداءه روسية متخصصة في السباقات القصيرة.

## السيرة الذاتية
أدى تعليق مشاركات روسيا بسبب برنامج المنشطات إلى أن كريستينا لم تكن قادره على المشاركة في المسابقات خارج روسيا، وبالتالي قد غابت عن ثلاث بطولات دولية عام 2016 : بطولة العالم لألعاب القوى داخل الصالات، بطولة أوروبا لألعاب القوى و الألعاب الأولمبية في ريو 2016. في 23 شباط 2017، كانت من ضمن ثلاث رياضي العاب قوى روس  (بالإضافة إلى أليكسي سوكيرسكي وأنجيليكا سيدوروفا ) سمح  لهم بالمنافسة تحت علم الرياضيين المستقليين من قبل الاتحاد الدولي لألعاب القوى.

## سجل
| تاريخ                                            | المنافسة                                         | مكان                                             | نتيجة                                            | اختبار                                           | الوقت                                            |
| ممثل حدود\|رتبة=noviewer\|20x20بك الاتحاد الروسي | ممثل حدود\|رتبة=noviewer\|20x20بك الاتحاد الروسي | ممثل حدود\|رتبة=noviewer\|20x20بك الاتحاد الروسي | ممثل حدود\|رتبة=noviewer\|20x20بك الاتحاد الروسي | ممثل حدود\|رتبة=noviewer\|20x20بك الاتحاد الروسي | ممثل حدود\|رتبة=noviewer\|20x20بك الاتحاد الروسي |
| ------------------------------------------------ | ------------------------------------------------ | ------------------------------------------------ | ------------------------------------------------ | ------------------------------------------------ | ------------------------------------------------ |
| 2014                                             | البطولات الأوروبية                               | زيوريخ                                           | قالب:3e                                          | 4 × 100 m                                        | 43 ق 22                                          |
| 2015                                             | البطولات الأوروبية الصغار                        | اسكيلستونا                                       | قالب:3e                                          | 100 م                                            | 11 ق 68                                          |
| باعتبارهارياضي محايد                             |                                                  |                                                  |                                                  |                                                  |                                                  |
| 2017                                             | البطولات الأوروبية تأمل                          | بيد جوسزكس                                       | 100 م                                            |                                                  |                                                  |

## السجلات
| اختبار  | الأداء         | مكان  | تاريخ          |
| ------- | -------------- | ----- | -------------- |
| 100 متر | 11 s 31 (+1.0) | كازان | 24 يوليو, 2014 |
| 200 متر | 23 s 80 (+0.5) | موسكو | 11 يونيو, 2013 |

| اختبار  | الأداء  | مكان            | تاريخ           |
| ------- | ------- | --------------- | --------------- |
| 60 متر  | 7 s 27  | Novocheboksarsk | 27 ديسمبر, 2014 |
| 200 متر | 24 ق 13 | بينزا           | 2 فبراير, 2013  |

## الملاحظات والمراجع
1. ↑  (بالإنجليزية)"IAAF: IAAF approves the application of three Russians to compete internationally as neutral athletes| News | iaaf.org". iaaf.org. مؤرشف من الأصل في 2019-08-16. اطلع عليه بتاريخ 2017-07-14.

## وصلات خارجية
- كريستينا سيفكوفا على موقع الاتحاد الدولي لألعاب القوى (الإنجليزية)

- قالب:Bases sport